# Équipe cycliste Groupe Gobert.com
L'équipe cycliste Groupe Gobert.com est une ancienne équipe cycliste belge, qui participait aux circuits continentaux de cyclisme et en particulier l'UCI Europe Tour. En deux saisons, l'équipe n'a remporté qu'une seule victoire : la première étape du Tour du Haut-Anjou avec Jonas Van Genechten.
L'équipe disparait à l'issue de la saison 2008.

## Saison 2008

### Effectif

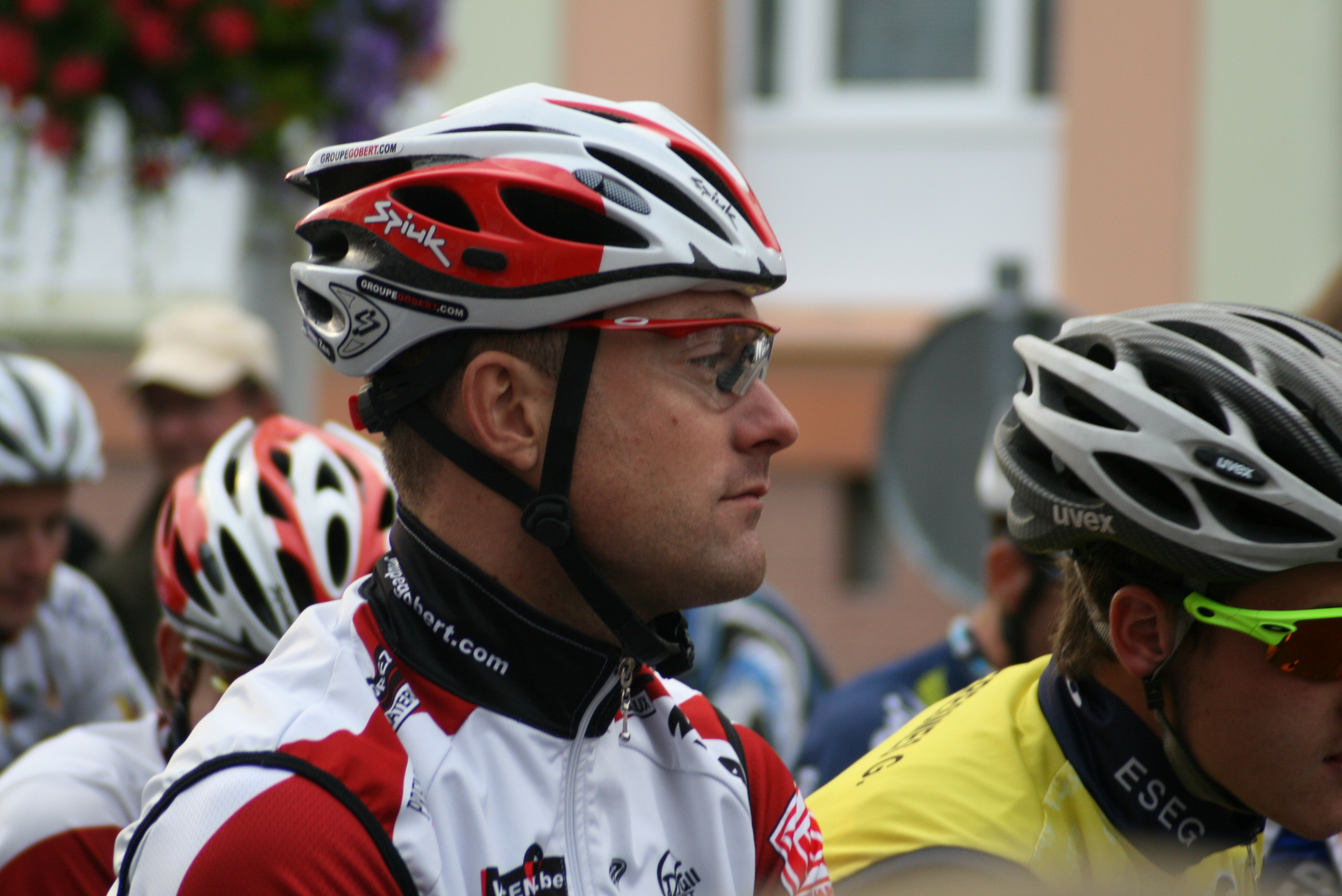
Jean Zen, au Guidon d'or hellemmois

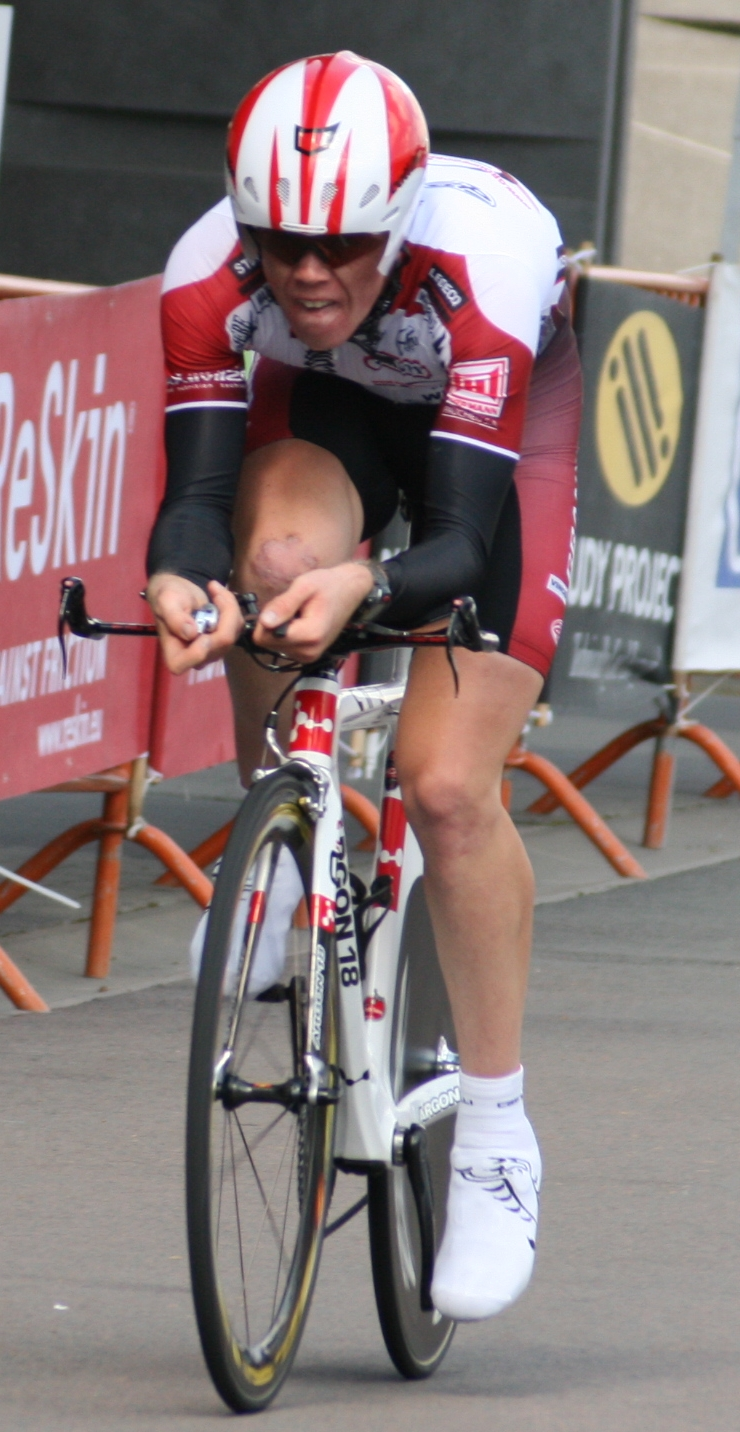
Romain Zingle, aux championnats de Belgique du contre-la-montre espoirs

| Coureur             | Date de naissance | Nationalité | Équipe 2007             | Équipe 2009      |
| ------------------- | ----------------- | ----------- | ----------------------- | ---------------- |
| Nicolas Baïolet     | 08.11.1983        | Belgique    |                         | Verandas Willems |
| Laurent Carton      | 13.03.1989        | Belgique    | Néo-pro                 | Lotto-Bodysol    |
| Cédric Collaers     | 26.01.1987        | Belgique    | Néo-pro                 | Verandas Willems |
| Thomas Degand       | 13.05.1986        | Belgique    |                         | Verandas Willems |
| David Derepas       | 09.03.1978        | France      | Roubaix Lille Métropole | UVCA Troyes      |
| Pierre Drancourt    | 10.05.1982        | France      | Bouygues Telecom        | ESEG Douai       |
| Romain Fondard      | 25.01.1984        | France      | Néo-pro                 | Lotto-Bodysol    |
| Olivier Pardini     | 30.07.1985        | Belgique    |                         | Verandas Willems |
| David Piva          | 10.05.1988        | Belgique    | Néo-pro                 | Lotto-Bodysol    |
| Philippe Pratte     | 08.03.1986        | Belgique    | Néo-pro                 | Verandas Willems |
| Justin Van Hoecke   | 09.08.1989        | Belgique    | Néo-pro                 | Verandas Willems |
| Jonas Van Genechten | 16.09.1986        | Belgique    |                         | Verandas Willems |
| Jean Zen            | 20.11.1981        | France      | Roubaix Lille Métropole | Palmans Cras     |
| Romain Zingle       | 29.01.1987        | Belgique    | Néo-pro                 | Verandas Willems |